# پونت آرسی
پونت آرسی (انگلیسی: Pont-Arcy) یک کمون در بخش ان (ا-دو-فرانس) (Hauts-de-France) در شمال فرانسه است.